# Wietstock
Wietstock este o comună din landul Mecklenburg-Pomerania Inferioară, Germania.